# Huang-Taiji
Huang-Taiji (皇太極, 1592 - 1643), foi o segundo Khan da Dinastia Jin Posterior e fundador da Dinastia Qing, a última dinastia chinesa. Foi responsável pela ascensão dos povos manchus sobre a China Han, além de grandes campanhas contra a Dinastia Ming e a Dinastia Joseon entre 1626 a 1643.
Foi sucedido por seu filho, Imperador Shunzi de Qing.